# Nguyễn Văn Dực
Nguyễn Văn Dực (ur. 3 lipca 1985) – wietnamski zapaśnik w stylu wolnym i klasycznym.
Złoty medalista igrzysk Azji Południowo-Wschodniej w 2011; srebrny w 2003 i 2005. Zajął 25. miejsce na mistrzostwach świata w 2006. Dziesiąty na igrzyskach azjatyckich w 2006. Dziewiąty na mistrzostwach Azji w 2005 roku.